# Atomic Robo
Atomic Robo è una serie a fumetti ideata dallo sceneggiatore Brian Clevinger e dal disegnatore Scott Wegener e pubblicata dal 2008.
Il fumetto racconta le fantascientifiche vicende di un robot senziente costruito dallo scienziato Nikola Tesla.

## Trama
Atomic Robo è impegnato a gestire, insieme agli altri membri della Tesladyne Industries, una serie di emergenze scientifiche e soprannaturali, che vanno dal pericoloso all'assurdo. Il carattere del personaggio è concreto e sarcastico.

## Storia editoriale
Il fumetto ebbe inizio come una serie limitata a sei numeri e venne pubblicato dalla Red 5 Comics a partire dall'ottobre 2007. Fu candidato nella categoria "Best Limited Series" degli Eisner Awards 2008 (in seguito vinto da The Umbrella Academy). Il colorista Ronda Pattison fu candidato nella categoria "Best Coloring" (premi vinto da Dave Stewart).
I primi sei numeri della serie sono stati raccolti come:
- Atomic Robo Volume 1: Atomic Robo e gli scienziati combattenti della Tesladyne.

Sono seguiti:
- Atomic Robo Volume 2: Atomic Robo e i Mastini della Guerra (18 febbraio 2009)
- Atomic Robo Volume 3: Atomic Robo e l'ombra dal tempo ignoto (23 dicembre 2009)
- Atomic Robo Volume 4: Atomic Robo e e altre stranezze (estate del 2010)
- Atomic Robo Volume 5: Atomic Robo e l'arte letale della scienza (2011)
- Atomic Robo Volume 6: Atomic Robo e il fantasma della stazione X (2012).
- Atomic Robo Volume 7: Atomic Robo e le diavolesse volanti del pacifico (2014)
- Atomic Robo Volume 8: Atomic Robo e la spada selvaggia del Dr. Dinosauro (2015)
- Atomic Robo Volume 9: Atomic Robo e i cavalieri del cerchio d'oro (2016)

### Pubblicazione in Italia
Tutti e nove i volumi sono stati pubblicati in italiano nella traduzione di Giorgio Salati dalla casa editrice ReNoir.